# جزيرة حاجزة

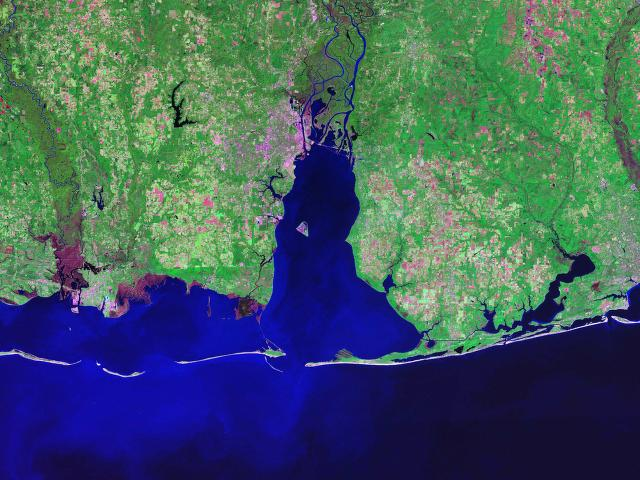

الجزيرة الحاجزة هي أرض ساحلية ونوع من نظام الجدار، تشكل قطاعات ضيقة نسبياً من الرمال توازي ساحل البر الرئيسي. توجد عادة في سلاسل، عددها من بضع جزر إلى أكثر من اثنتي عشرة جزيرة. باستثناء مداخل المد والجزر التي تفصل بين الجزر، قد تمتد سلسلة الحاجز دون انقطاع لأكثر من مائة كيلومتر. طول وعرض الحواجز والتشكل العام للسواحل الحاجزة يرتبط بأمور مثل نطاق المد والجزر، طاقة الأمواج، وإمدادات الرواسب واتجاهات مستوى سطح البحر وضوابط الأرضية.
ويمكن إيجاد سلاسل من الجزر الحاجزة على طول الشرطان الساحلية في العالم من بيئات مختلفة، مما يشير إلى أنها يمكن أن تتشكل وتحفظ ضمن نظم بيئية مختلفة. أعطيت العديد من النظريات لتفسير تشكيلاتها.
من أمثلتها الجزر الحاجزة قبالة سواحل جنوب ولاية كاليفورنيا الأمريكية وولاية باخا كاليفورنيا في المكسيك.